# Samastacus spinifrons
Samastacus spinifrons är en kräftdjursart som först beskrevs av Philippi 1882.  Samastacus spinifrons ingår i släktet Samastacus och familjen Parastacidae. IUCN kategoriserar arten globalt som otillräckligt studerad. Inga underarter finns listade i Catalogue of Life.